# Marcelle Werbrouck

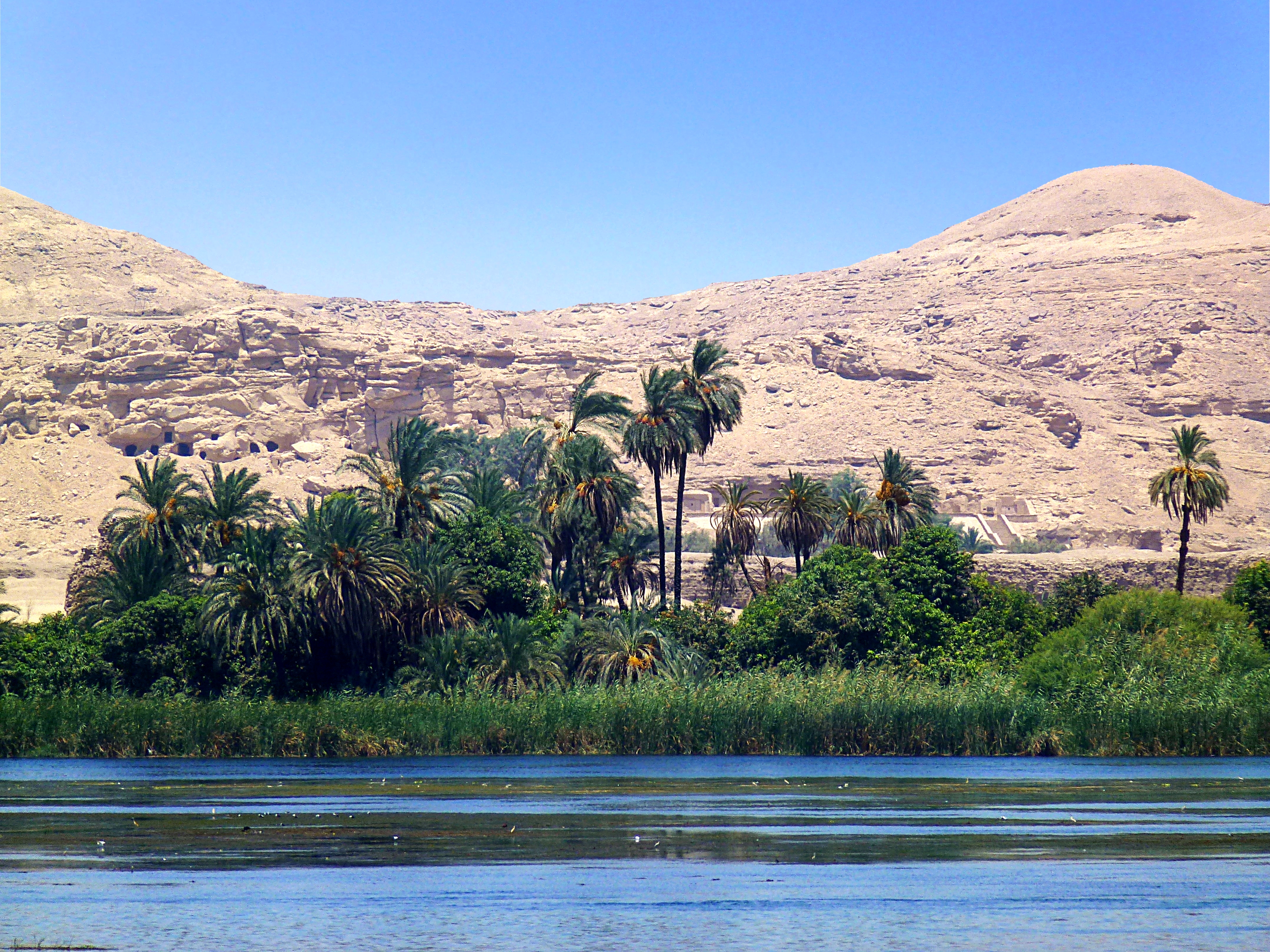
El-Kab aan de Nijl

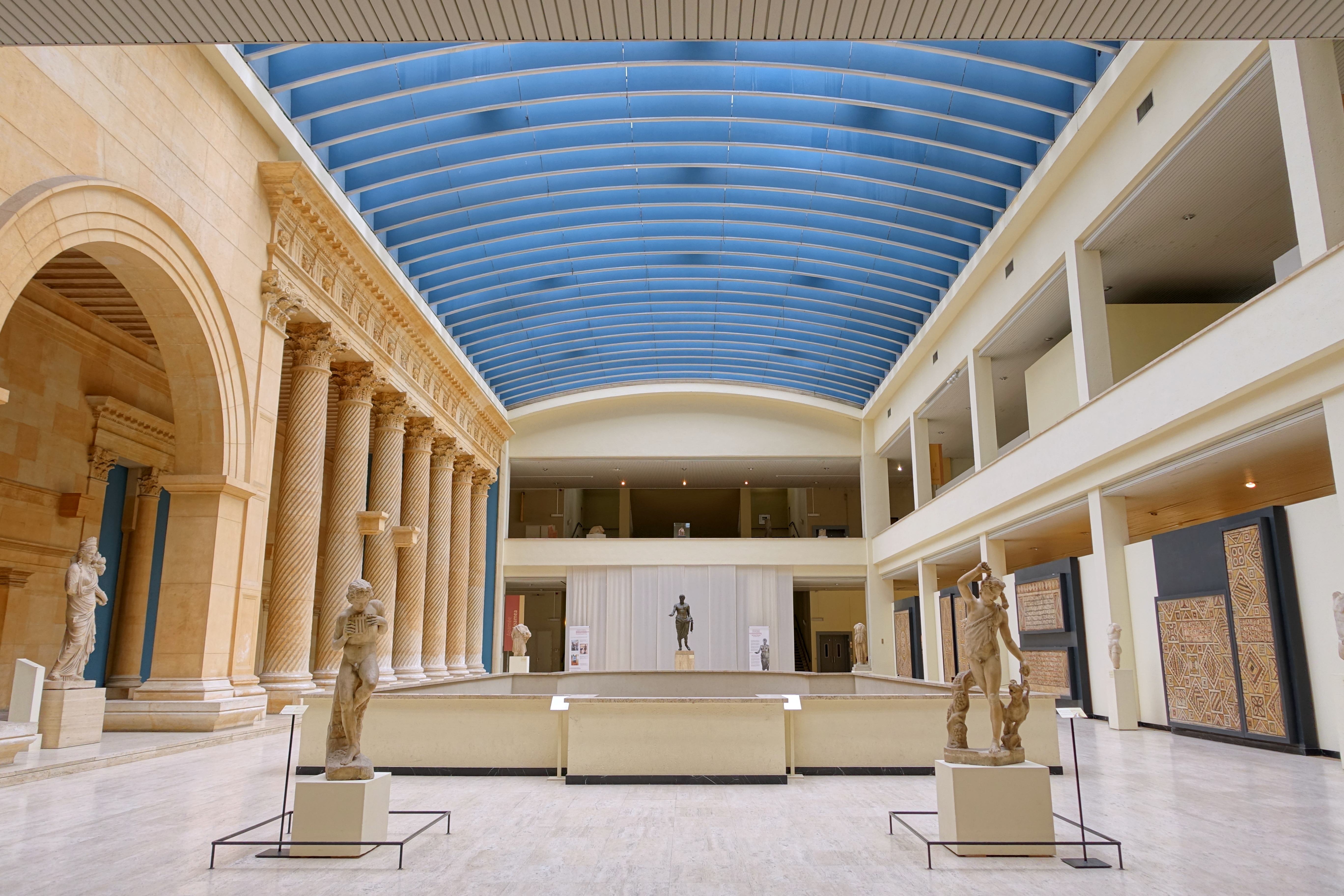
Koninklijk Museum voor Kunst en Geschiedenis, Jubelpark, Brussel

Marcelle Werbrouck (Antwerpen 23 mei 1889 - Issoire 1 augustus 1959) was een Belgische egyptologe. Zij trad uit de voetsporen van haar werkgever Jean Capart en bouwde de egyptologie in België uit.

## Levensloop
Werbrouck was een telg van de adellijke familie Werbrouck in Antwerpen. Zij studeerde archeologie in Parijs aan de Sorbonne, aan de school van het Louvre en de École des Hautes Études. Omwille van contacten met de egyptoloog Jean Capart uit België, doctoreerde ze in de egyptologie aan het Koninklijk Instituut voor Kunstgeschiedenis en Archeologie in Brussel. Jean Capart, een jurist die zich had bekwaamd in de egyptologie, was conservator aan het Koninklijk Museum voor Kunst en Geschiedenis in het Jubelpark in Brussel. In het begin van de 20e eeuw had Capart opgravingen in Egypte gedaan, waarvan hij de bevindingen publiceerde in het tijdschrift van het Museum; hij hield er goede contacten van over met de Britse archeologen in Egypte. Vanaf 1925 werd hij hoofdconservator.
Zij kwam in dienst bij het Museum waar Capart leiding gaf en ze legde zich grondig toe op zijn Egypte-studies. In 1923 bracht koningin Elisabeth een bezoek aan het graf van Toetanchamon, een jaar na de ontdekking. Capart vergezelde de koningin in Egypte en hij verkreeg de oprichting van de Egyptologische Stichting Koningin Elisabeth, vandaag een vzw. Werbrouck werd onmiddellijk secretaris van de Egyptologische Stichting, gevestigd in Brussel. Zij trok naar Egypte en voerde opgravingen uit, in de jaren '20 in Memphis en Thebes en, later in de jaren 30, in El-Kab. Deze laatste plek was onontgonnen en werd haar meesterstuk in de archeologie. 
Haar ontdekkingen in de graven van El-Kab leidden tot belangrijke publicaties over de godin Nechbet, de giergodin. Zij beschreef eveneens andere goden en de begrafenisrituelen van farao's. Het leven in de faraonische hofhouding boeide haar.
Na het onverwacht overlijden van Capart tijdens een operatie (1947) werd zij hoofdconservator. Werbrouck werd voorzitster van de Egyptologische Stichting Koningin Elisabeth in 1947. In deze functie werd zij de spreekbuis van de Belgische egyptologen. Zij heeft meer dan 150 publicaties op haar naam.
Bij de oprichting van de Soroptimisten in België was zij erbij. Ze hechtte belang aan respect voor de werkende vrouw en verdedigde haar feministische ideeën. Zij stierf op reis in Frankrijk, in Issoire (1959).